# Caracu (cerveja)
Caracu é uma cerveja do tipo Sweet Stout fabricada pela AmBev. O nome é derivado de uma raça bovina desenvolvida no Brasil colonial. O rótulo da cerveja apresenta a face estilizada de um touro da raça Caracu.

## Origem do nome
O nome da cerveja é de origem indígena. Provém do guarani karaku, língua na qual a palavra que, além de um de vinho de raízes, também designava o tutano de vaca. Daí talvez o nome do gado caracu, que por sua vez deu nome à cerveja.

## História

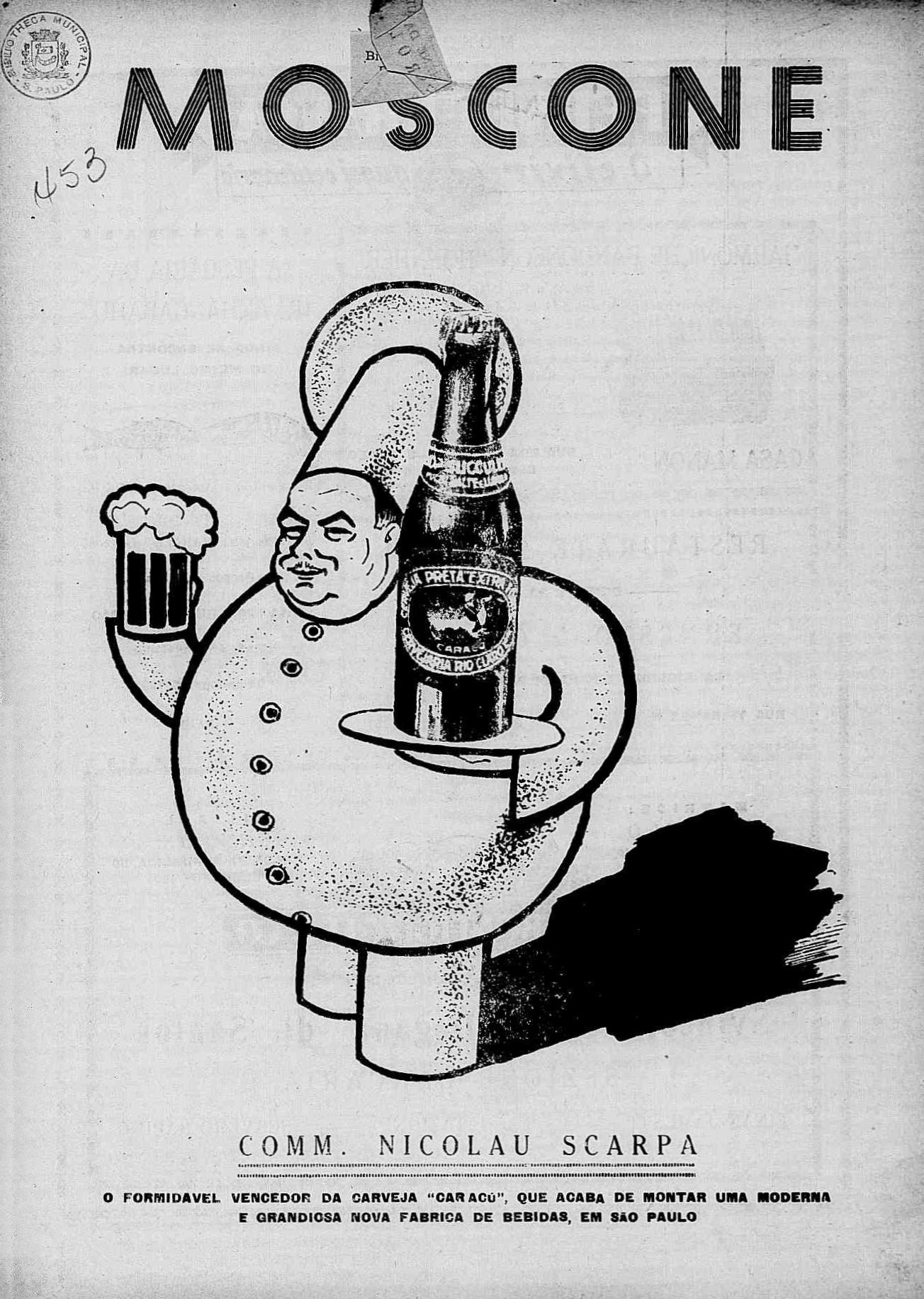
Caricatura de Nicolau Scarpa servindo a cerveja Caracu publicada na revista Moscone, 1937.

Em novembro de 1899 o empresário Carlos Pinho implantou a "Fábrica de Cerveja e Gelo" na cidade de Rio Claro. Um dos primeiros produtos lançados foi a cerveja preta batizada "Caracu". Em 8 de fevereiro de 1902 a fábrica foi arrendada por Pinho ao alemão Julio Stern, que passou a investir na expansão da fábrica.
Inicialmente de fama local, a Caracu passou a ser distribuída pelo estado de São Paulo à partir da Década de 1920 quando a Cervejaria Rio Claro foi adquirida por Oscar Batista da Costa. Em 1922 a Caracu era a cerveja mais cara da tabela de preços da Cervejaria Rio Claro, sendo apresentada como cerveja tipo Guinness nacional. O crescimento da Cervejaria Rio Claro é interrompido pela Grande Depressão, levando a empresa a ter sua falência pedida em novembro de 1929. A Cervejaria Rio Claro foi adquirida pouco tempo depois pelo empresário Nicolau Scarpa. Scarpa deu início a um processo de expansão da fábrica e tornou a cerveja Caracu seu principal produto.

### Publicidade
A Caracu foi uma das precursoras dos modernos outdoors ao ser fixada no alto do Edifício Martinelli. Patrocinou o automobilista Chico Landi em suas corridas na Europa no final de 1940. A Caracu também foi uma das primeiras anunciantes da televisão brasileira. Durante uma propaganda de Caracu na TV Itacolomi nos anos 1950  a garota-propaganda Lady Francisco sofreu um ataque de vômito após tomar um copo de Caracu com ovo.